# Herbert Dreyer
Herbert Dreyer (* 14. Juni 1901 in Elmshorn; † nach 1970) war ein deutscher Kunsthistoriker.
Herbert Dreyer studierte Kunstgeschichte und wurde 1926 an der Universität Göttingen bei Georg Vitzthum von Eckstädt promoviert. In den 1930er Jahren war er kurzzeitig als wissenschaftlicher Hilfsarbeiter bei den Staatlichen Museen zu Berlin tätig. Zum 1. Mai 1933 trat er der NSDAP bei (Mitgliedsnummer 3.019.708).
Am 23. Juni 1945 wurde er als Nachfolger von Otto Kümmel vom Magistrat der Stadt Berlin zum Generaldirektor der Staatlichen Museen zu Berlin berufen. Am 31. Juli oder 7. August 1945 wurde er jedoch wegen seiner Parteimitgliedschaft wieder abberufen. In den 1950er bis 1970er Jahren war er in Berlin als Kunsthändler tätig.

## Veröffentlichungen
- Über ein spätromanisches Psalterium aus dem Hildesheimer Kunstkreis. In: Alt-Hildesheim 5, 1924, S. 33–36.
- Josef Gregor Winck 1710–1781. Ein Beitrag zur Geschichte der Barockmalerei in Norddeutschland (= Hildesheimer Kunstbücher 1). Lax, Hildesheim 1925 (Dissertation[2]).
- Der Porzellanmaler August O. E. von dem Busch 1704–1779. Lax, Hildesheim 1931.
- Christoph Heinrich Kniep. In: Alt-Hildesheim 17, 1938, S. 33–39.